# یواس‌سی‌جی‌سی واچوست (دبلیواچ‌ئی‌سی-۴۴)
یواس‌سی‌جی‌سی واچوست (دبلیواچ‌ئی‌سی-۴۴) (به انگلیسی: USCGC Wachusett (WHEC-44)) یک کشتی بود که طول آن ۲۵۴ فوت (۷۷ متر) بود.